# Metodo degli ammassi in movimento
In astrometria, il metodo degli ammassi in movimento (in inglese moving cluster method) ed il metodo dei punti convergenti strettamente correlati (in inglese closely related convergent point method) sono degli strumenti, principalmente di interesse storico, utilizzati per determinare la distanza degli ammassi stellari. Tali metodiche, utilizzate soprattutto della prima metà del XX secolo, sono state oggi largamente soppiantate da nuove tecniche più accurate.
Il metodo degli ammassi in movimento si basa sull'osservazione del moto proprio e dello spostamento (shift) secondo l'effetto Doppler di ciascuno dei componenti dell'ammasso. Tale metodica si basa sull'idea che finché tutte le stelle sono vicine tra loro e legate da vincoli gravitazionali, esse tenderanno a muoversi verso un comune punto di convergenza nel cielo; tuttavia questo è dovuto essenzialmente ad un effetto di prospettiva.

## Formulazione matematica
La distanza dell'ammasso è ricavata dagli astronomi tramite la formula:
{\displaystyle D={\frac {v}{4,74u}}}
dove {\displaystyle D} è la distanza in parsec, {\displaystyle v} la velocità in km/s e {\displaystyle u} è lo spostamento angolare misurato in secondi d'arco all'anno ("/anno)
oppure tramite l'equazione:
{\displaystyle D=\mathrm {tan} (\theta ){\frac {\mathrm {v} }{\mathrm {\mu } }}}
dove "θ" è l'angolo tra la stella e punto di apparente convergenza dell'ammasso, "μ" è il moto proprio dell'ammasso in arcsec/anno e "v" è la velocità radiale della stella in AU/anno.

## Utilizzo storico ed attuale
Il metodo è stato utilizzato solamente per un modesto numero di ammassi; questo perché la tecnica, per funzionare, necessita di distanze relativamente brevi (al massimo alcune centinaia di parsec) e di ammassi non troppo diffusi, di modo che possano essere considerati come una porzione unitaria del cielo. Tale metodo risulta inoltre di difficile applicazione, rispetto a metodi meno astrusi come la parallasse trigonometrica; inoltre, i valori ottenuti sono afflitti da una considerevole incertezza, che rende il risultato meno affidabile rispetto a quello ottenuto con misurazioni più precise come quelle condotte dal satellite Hipparcos. Per tali ragioni, il metodo è stato usato solamente per alcuni decenni, fino alla scoperta di nuove metodiche più precise ed efficaci
Tra gli ammassi su cui è stata applicata questa tecnica, sicuramente i più famosi sono quello delle Iadi e delle Pleiadi, entrambi situati nella costellazione del Toro: infatti, il metodo degli ammassi in movimento è stata l'unica tecnica efficace in mano agli astronomi per determinare, con una discreta precisione, la distanza reale di tali raggruppamenti stellari.

## Distanze in sistemi esoplanetari
A causa delle inerenti limitazioni di utilizzo nelle ricerca astronomica, il metodo non viene più utilizzato da alcuni decenni. Tuttavia è stato recentemente impiegato per stimare la distanza tra la nana bruna 2M1207 e il suo esopianeta 2M1207b. Nel dicembre 2005, è stata stimata una distanza di 53 ± 6 parsec proprio utilizzando questo metodo.
Inizialmente, con tecniche di fotometria era stata prodotta una prima stima della distanza del sistema di 2M1207 valutata in 70 parsec. Nel 2008, l'impiego del più preciso metodo della parallasse ha permesso di stimare una distanza di 52,75 ± 1,04 pc, pari a 172 ± 3 anni luce.